# Dawn (The Moody Blues)
Dawn is een nummer van Moody Blues. Het is het tweede deel van hun album Days of Future Passed. Het centrale deel van het nummer is geschreven door Mike Pinder, de toetsenist van de muziekgroep en heet "Dawn is a feeling" dat gezongen wordt door Justin Hayward (Pinder zingt zelf een tussenstuk). Het lied van Pinder wordt omsloten door een arrangement van Peter Knight voor orkest. Opvallend is de overgang van orkestrale gedeelte naar het "popmuziekgedeelte". Een scherpe inval van de mellotron laat aan duidelijkheid niets te wensen over, de dag is begonnen.
Pinder zou gedurende de volgende albums of de dromer zijn of de melancholicus. Dat is hier in de tekst al te horen "This day will last a thousand years (if you want it too)", dat zowel positief als negatief uitgelegd kan worden.

## Musici
- Justin Hayward:  zang, piano
- John Lodge: basgitaar
- Mike Pinder: tweede stem, mellotron
- Graeme Edge: slagwerk, percussie
- Peter Knight , London Festival Orchestra: intro, outro